# جدول مدال‌های المپیک تابستانی ۱۹۱۲

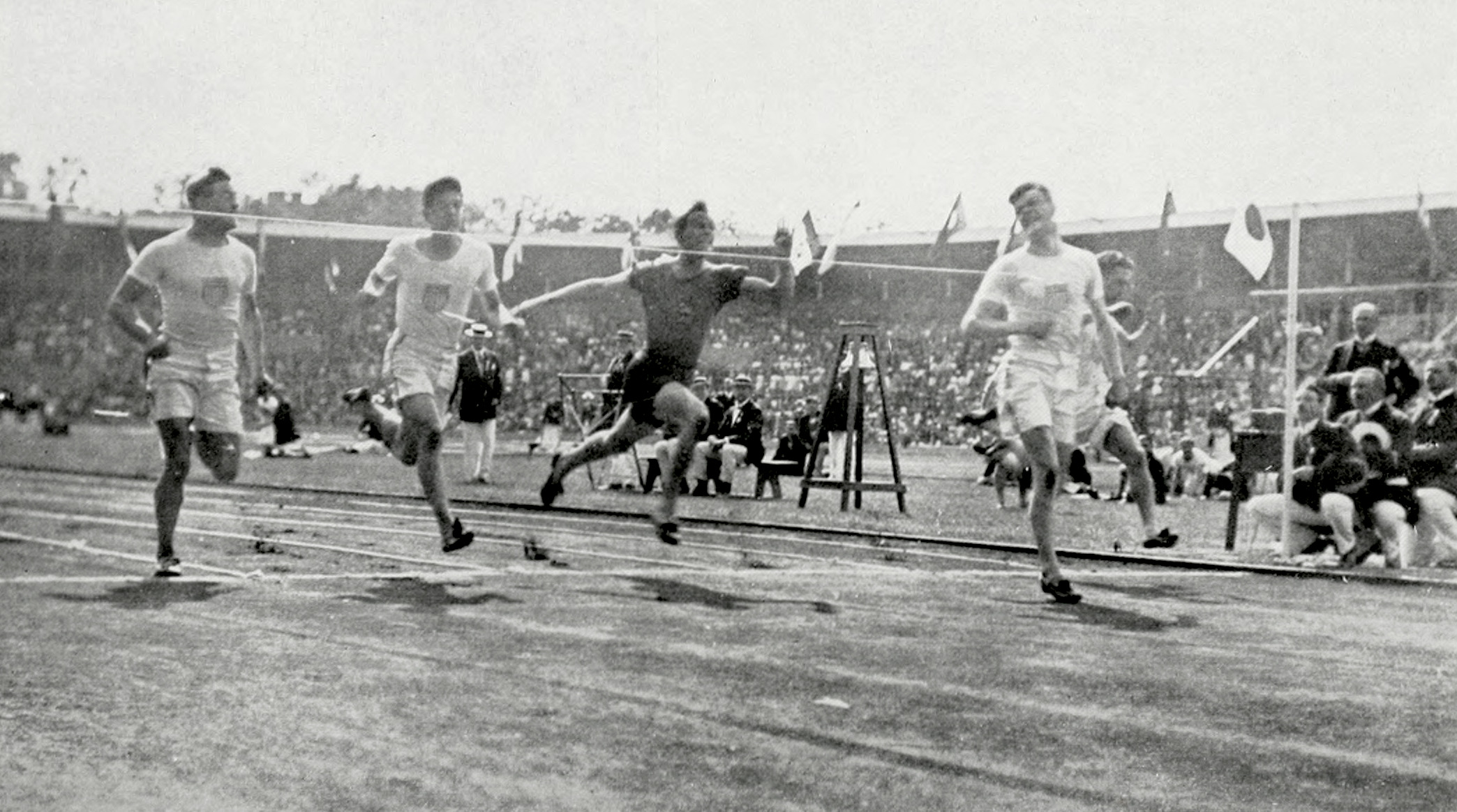
مسابقه دو ۱۰۰ متر مردان

مدال‌های بازی‌های المپیک تابستانی ۱۹۱۲ استکهلم از تاریخ ۶ جولای تا ۲۶ جولای ۱۹۱۲ میلادی در ۱۰۲ رویداد، ۱۴ رشته ورزشی تقسیم شده است، در این دوره از مسابقات ۲۴۰۶ ورزشکار از ۲۸ کشور جهان شرکت کرده بودند.

## جدول مدال‌ها
| رتبه  | کشور                      | طلا | نقره | برنز | مجموع |
| ۱     | ایالات متحده آمریکا (USA) | ۲۵  | ۱۹   | ۱۹   | ۶۳    |
| ۲     | سوئد (SWE)                | ۲۴  | ۲۴   | ۱۷   | ۶۵    |
| ۳     | بریتانیای کبیر (GBR)      | ۱۰  | ۱۵   | ۱۶   | ۴۱    |
| ۴     | فنلاند (FIN)              | ۹   | ۸    | ۹    | ۲۶    |
| ۵     | فرانسه (FRA)              | ۷   | ۴    | ۳    | ۱۴    |
| ۶     | آلمان (GER)               | ۵   | ۱۳   | ۷    | ۲۵    |
| ۷     | آفریقای جنوبی (RSA)       | ۴   | ۲    | ۰    | ۶     |
| ۸     | نروژ (NOR)                | ۴   | ۱    | ۴    | ۹     |
| ۹     | کانادا (CAN)              | ۳   | ۲    | ۳    | ۸     |
| ۹     | مجارستان (HUN)            | ۳   | ۲    | ۳    | ۸     |
| ۱۱    | ایتالیا (ITA)             | ۳   | ۱    | ۲    | ۶     |
| ۱۲    | استرالزی (ANZ)            | ۲   | ۲    | ۳    | ۷     |
| ۱۳    | بلژیک (BEL)               | ۲   | ۱    | ۳    | ۶     |
| ۱۴    | دانمارک (DEN)             | ۱   | ۶    | ۵    | ۱۲    |
| ۱۵    | یونان (GRE)               | ۱   | ۰    | ۱    | ۲     |
| ۱۶    | روسیه (RUS)               | ۰   | ۲    | ۳    | ۵     |
| ۱۷    | اتریش (AUT)               | ۰   | ۲    | ۲    | ۴     |
| ۱۸    | هلند (NED)                | ۰   | ۰    | ۳    | ۳     |
| مجموع | مجموع                     | ۱۰۳ | ۱۰۴  | ۱۰۳  | 310   |